# سباستین توتانت
سباستین توتانت (انگلیسی: Sébastien Toutant؛ زادهٔ ۹ نوامبر ۱۹۹۲) ورزشکار اسنوبردسواری اهل کانادا است.
وی در مسابقات کشوری و بین‌المللی در مجموع برندهٔ ۳ مدال طلا، ۲ مدال نقره، ۱ مدال برنز شده‌است.